# Попович, Мича
Миодраг «Мича» Попович (серб. Миодраг «Мића» Поповић; 12 июня 1923[…] или 23 июня 1923, Лозница — 22 декабря 1996 или 23 декабря 1996, Белград) — сербский художник, экспериментальный кинорежиссёр и одна из главных фигур Югославской чёрной волны.

## Биография
Попович родился 12 июня 1923 года в Лознице. Окончил гимназию в Белграде. После Второй мировой войны, большую часть которой он провёл в Белграде, работая случайными заработками, в 1946 году он поступил в Академию изящных искусств в Белграде. Учился у Ивана Табаковича. Вместе с Батой Михайловичем, Петаром Омчикусом, Милетом Андреевич, Любинкой Йованович, Коссой Бокчан и своей будущей женой Верой Божичкович-Попович он отправился в Задар в 1947 году и сформировал знаменитую «Задарскую группу». После возвращения в Белград им запретили возобновлять учёбу в университете, поскольку власти считали деятельность «группы» подрывной, но некоторое время спустя им всем разрешили вернуться, за исключением Поповича, который продолжил учиться самостоятельно.
Он был первым послевоенным художником в Белграде, организовавшим независимую выставку в 1950 году. В течение следующих нескольких лет он в основном жил в Париже, где в 1953 году прошла его персональная выставка. Как художник, Попович наиболее известен своим периодом «информель» (1958–1968) и своими «сценами живописью» (slikarstvo prizora) (с 1968 года). Среди картин сцен одной из наиболее примечательных была «1 мая 1985 года», которая увековечила события, связанные с предполагаемым нападением на фермера в Косово по имени Джордже Мартинович.
В 1960-х годах он также снял несколько фильмов, два из которых («Человек из Дубовой Рощи» и «Делие») были запрещены правительством за их антисоциалистическое содержание.
Мича Попович был избран действительным членом Сербской академии наук и искусств в 1986 году. Сербская академия наук и искусств отметила столетие со дня его рождения выставкой под названием «Мика Попович – искусство постоянного восстания», которая прошла в галерее SASA с 5 сентября по 5 ноября 2023 года.
Культурное мероприятие Mićini i Verini dani (Дни Мичи и Веры) было основано в Лознице 12 июня 2001 года и с тех пор проводится ежегодно.

## Картины

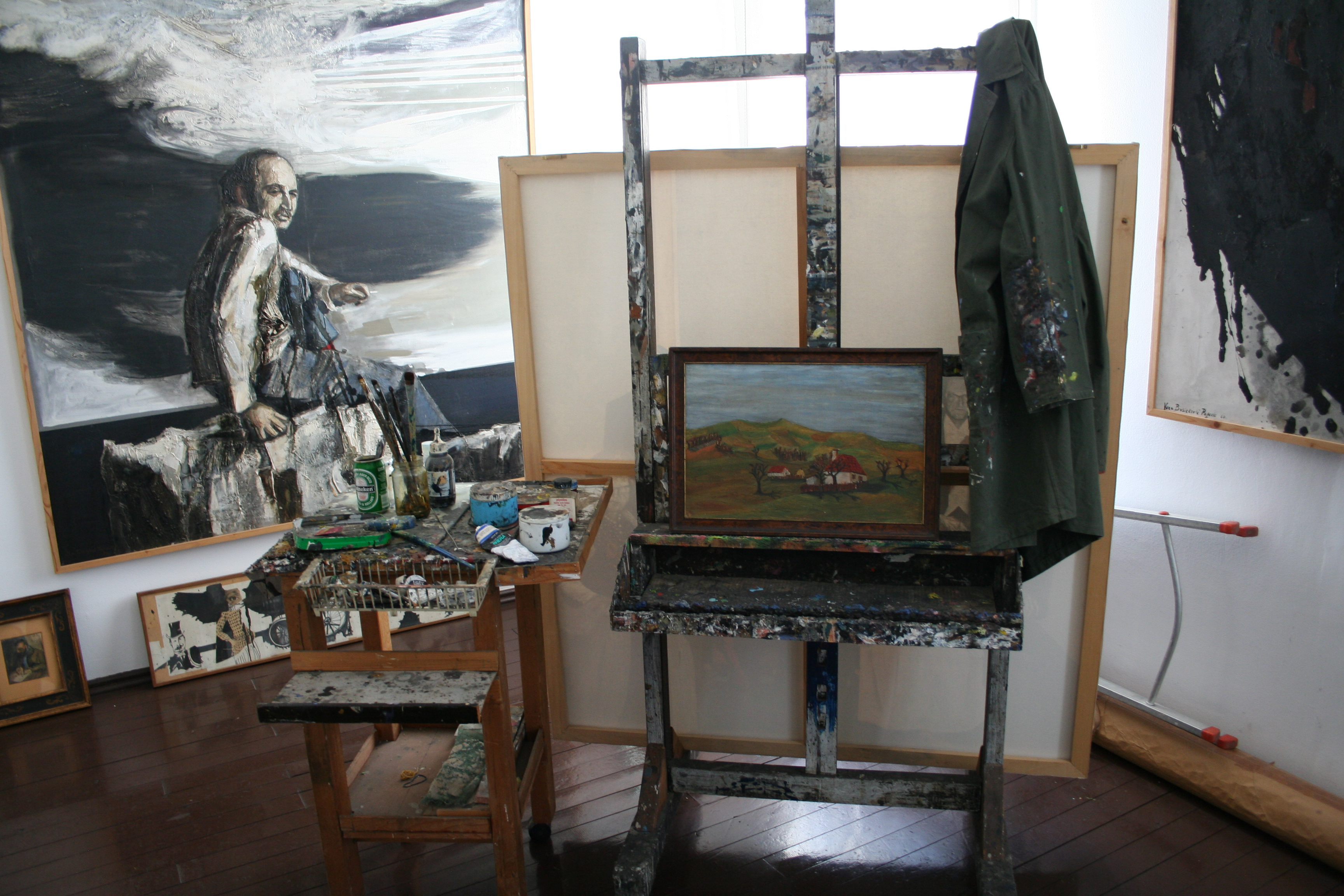
Галерея Мичи Поповича в Лознице

Значительная коллекция его картин выставлена в галерее Мичи Поповича и Веры Божичкович-Попович, расположенной в Лознице. Работы галереи охватывают более пяти десятилетий его творчества, начиная с «Дома прапрадеда в Лознице» (1936), когда Миче было всего тринадцать лет. Другие репрезентативные работы включают «Граждан» (1949) и «Граф Гвоздена» (1970), вплоть до «Большого натюрморта» (1989).

## Фильмография
- Человек из Дубовой Рощи[англ.] (1964)
- Рой[англ.] (1966)
- Хасанагиница[англ.] (1967)
- Делие[англ.] (1968)
- Бурдуш[англ.] (1970)